# Renata Walczak
Renata Marta Walczak (ur. 18 czerwca 1963 w Płocku) – doktor habilitowana inżynier nauk rolniczych, profesor nadzwyczajna Politechniki Warszawskiej. 

## Życiorys
Renata Walczak pochodzi z Płocka, gdzie uczęszczała do Liceum Ogólnokształcącego im. Marszałka Stanisława Małachowskiego. Ukończyła studia w zakresie inżynieria środowiska na Wydziale Budownictwa i Maszyn Rolniczych Politechniki Warszawskiej. W 1987 rozpoczęła pracę na macierzystej uczelni na stanowisku asystentki, od 1995 na stanowisku adiunktki. W tym też roku otrzymała stopień naukowy doktora w dziedzinie nauk technicznych na podstawie rozprawy Metoda oceny efektywności energetycznej recyrkulacji w procesie suszenia zielonek w suszarce bębnowej (promotor – Leszek Powierża). W 2008 habilitowała się w Instytucie Budownictwa, Mechanizacji i Elektryfikacji Rolnictwa w dziedzinie nauk rolniczych o specjalności Inżynieria Rolnicza na podstawie pracy Metoda oceny efektywności energetycznej suszarek rolniczych. Od 2014 jest profesor nadzwyczajną Politechniki Warszawskiej. Pełniła szereg funkcji na PW, m.in.: pełnomocniczka Prorektora Politechniki Warszawskiej ds. Międzynarodowych Programów Edukacyjnych (1995–2012), dyrektorka Kolegium Nauk Ekonomicznych i Społecznych Politechniki Warszawskiej (2012–2016), prorektor płockiej filii PW (2020–2024) oraz Dziekan Wydziału Budownictwa, Mechaniki i Petrochemii.
W 2003 uzyskała w Ministerstwie Skarbu Państwa uprawnienia do zasiadania w radach nadzorczych spółek Skarbu Państwa. Prowadziła zajęcia w VIA University College w Horsens w Danii. W latach 2007–2009 odbyła praktykę przemysłową w Dziale Diagnostyki Maszyn PKN Orlen.
Kilkukrotnie wyróżniana nagrodami Rektora Poliotechniki Warszawskiej. Otrzymała srebrny Medal za Długoletnią Służbę (2013) oraz Medal Komisji Edukacji Narodowej.

## Publikacje książkowe
- Wybrane metody planowania i kontroli realizacji projektu, Radom: ITE, 2013.
- Podstawy zarządzania projektami. Metody i przykłady, Warszawa: Difin, 2014, ISBN 978-83-7930-033-4.
- Sukces projektu, Warszawa: CeDeWu, 2019, ISBN 978-83-8102-272-9.